# Dridžat
Dridžat (hebrejsky דריג'את, arabsky دريجات, v oficiálním přepisu do angličtiny Derig'at, přepisováno též Drijat, Durayjat nebo Draijat) je vesnice v Izraeli, v Jižním distriktu, v Oblastní radě al-Kasum.

## Geografie
Leží v nadmořské výšce cca 560 metrů v severní části pouště Negev nadaleko jižního okraje svahů Judských hor respektive jejich části, která je nazývána Hebronské hory (Har Chevron) a které zde dominuje masiv Har Amasa. Severně od vesnice leží lesní komplex Jatir.
Obec se nachází 64 kilometrů od břehu Středozemního moře, cca 90 kilometrů jihovýchodně od centra Tel Avivu, cca 27 kilometrů severovýchodně od Beerševy a 13 kilometrů severozápadně od města Arad. Dridžat obývají Arabové, přičemž osídlení v tomto regionu je etnicky smíšené. Ve volné krajině dominují rozptýlená sídla arabských Beduínů, městská centra v centrálním Negevu jsou většinou židovská.
Dridžat je na dopravní síť napojen pomocí místní komunikace, která jižně od vesnice ústí do dálnice číslo 31.

## Dějiny
Dridžat je vesnice, která byla teprve počátkem 21. století roku 2004 oficiálně uznána izraelskou vládou za samostatnou obec. Vznikla ale již v polovině 19. století, kdy se sem ze severu, z Hebronských hor přistěhovala skupina arabských zemědělců, jejichž potomci dnes tvoří populaci osady. Nejde tedy o sídlo polokočovných Beduínů jako ostatní členské obce Oblastní rady Abu Basma. Zpočátku osadníci obydleli zdejší jeskyně, později následovala výstavba trvalých zděných domů. Postupně probíhá výstavba inženýrských sítí. Roku 2006 začalo budování solární elektrárny, která má z velké části zajišťovat dodávku elektřiny.
Původně měla osada zemědělský ráz (zejména pastevectví), v současnosti se rozvíjí turistický ruch, část obyvatel pracuje v sektoru služeb. V obci fungují mateřské školy, základní a střední škola a společenské centrum.

## Demografie
Podle údajů z roku 2014 tvořili obyvatelstvo v Dridžat Arabové. Jde o menší obec vesnického typu s dlouhodobě silně rostoucí populací. K 31. prosinci 2013 zde žilo 1037 lidí. Během roku 2014 populace stoupla o 2,0 %. Do roku 2020 se předpokládá její nárůst na 1500.
| Rok            | 2004 | 2005 | 2006 | 2007 | 2008 | 2009 | 2010 | 2011 | 2012 | 2013 | 2014 |
| -------------- | ---- | ---- | ---- | ---- | ---- | ---- | ---- | ---- | ---- | ---- | ---- |
| Počet obyvatel | 442  | 510  | 536  | 575  | 630  | 982  | 1003 | 958  | 975  | 1017 | 1037 |